# Bernardo Alfageme (1944)
El Bernardo Alfageme es un barco arrastrero que fue construido en el astillero gallego Hijos de J. Barreras de Vigo en el año 1944. El buque fue bautizado con el nombre Bernardo Alfageme en honor al fundador de la empresa conservera Miau.

## Historia

### Servicio
Durante los primeros años de funcionamiento el barco faenó en los caladeros del Gran Sol, durante sus últimos años de servicio lo hizo en los caladeros del sur de Portugal.
En 1988 fue dado de baja y donado al ayuntamiento de Vigo. Llevado por su patrón de toda la vida, Carmelo Gutiérrez Luis, en el año 2000 los grupos políticos municipales del pleno del Ayuntamiento de Vigo votaron incorporar el Bernardo Alfageme al patrimonio marítimo de la ciudad.

### Actualidad
Debido al estado de semi-abandono en que se encontraba la embarcación durante su estancia en la dársena de Bouzas, el Ayuntamiento de Vigo en el año 2014 inició los trabajos de restauración del buque en el astillero vigués de Francisco Cardama. Siendo instalado en una rotonda de la Avenida de Castelao del barrio vigués de Coia en el año 2015, lugar en el que se encuentra y se puede visitar.

### Interés cultural
El Bernardo Alfageme es el último buque de pesca de altura construido íntegramente en acero remachado de la primera mitad del siglo XX que se conserva en España.